# Materiały magnetycznie półtwarde

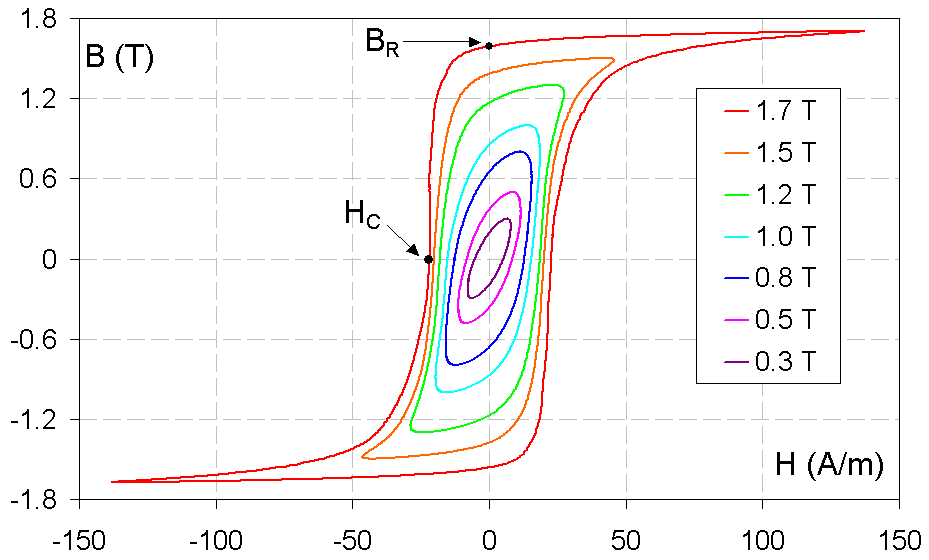
Rodzina pętli histerezy B=f(H) dla materiału ferromagnetycznego, na wykresie zaznaczono remanencję B_{R} oraz koercję H_{C}

Materiały magnetycznie półtwarde – umowna grupa materiałów wykazujących własności ferromagnetyczne, dla których wartość natężenia koercji HC zawiera się w granicach 1 – 10 kA/m.
Podobnie do magnetyków twardych, materiały półtwarde zachowują stan namagnesowania po usunięciu pola magnesującego. Jednakże niezbyt wysokie wartości koercji pozwalają na względnie łatwe usunięcie namagnesowania, lub też odwrócenie jego polaryzacji. Własność tę wykorzystuje się do przechowywania informacji. Jednym z najbardziej znanych zastosowań jest pamięć magnetyczna, np. dysk twardy.

## Własności magnetyczne
Pożądanymi parametrami materiału magnetycznie półtwardego są:
- duża wartość remanencji, ułatwiająca odczytywanie stanu (kierunku polaryzacji) namagnesowania
- odpowiednia wartość pola koercji pozwalająca na względnie łatwe przemagnesowanie, w zależności od aplikacji
- duża stabilność parametrów w zależności od temperatury
- duża odporność na zewnętrzne warunki (np. korozję)
- odpowiednie własności mechaniczne

## Zastosowanie
Magnetyki półtwarde znajdują zastosowanie głównie do przechowywania informacji. Głównie są one wykorzystywane do:
- pamięci magnetycznych, gdzie powierzchnia magnetyczna jest namagnesowana w kierunku dodatnich (logiczna jedynka) lub ujemnych (logiczne zero) wartości indukcji magnetycznej. Informacja może być kasowana lub zmieniana poprzez zmianę kierunku namagnesowania
- systemów zabezpieczeń towarowych, gdzie taśmy półtwarde mogą rezonować w polu elektromagnetycznym – po rozmagnesowaniu (lub namagnesowaniu) zmienia się częstotliwość rezonansowa i tym samym można przenieść towar przez bramkę zabezpieczającą
- wszelkiego rodzaju czujników